# Desges
Desges é uma comuna francesa na região administrativa de Auvérnia-Ródano-Alpes, no departamento de Alto Loire. Estende-se por uma área de 18,5 km². Em 2010 a comuna tinha 63 habitantes (densidade: 3,4 hab./km²).